# In My Eyes
In My Eyes va ser un grup de música hardcore straight edge de Boston, que va encapçalar la recuperació de la youth crew a la segona meitat de la dècada de 1990 juntament amb Follow Through, Ten Yard Fight, Bane, The Trust, Fastbreak i Floorpunch. Els seus membres formaven part de l'escena musical de Boston de finals de 1990 i principis de 2000, i també van tocar a The Explosion, Fastbreak i Panic.
In My Eyes va fer el seu últim concert el 21 d'octubre de 2000 a Haverhill (Massachusetts), en la segona edició del Dia de l'Straight Edge. El grup va manllevar el nom de la cançó homònima de Minor Threat.

## Membres
- Sweet Pete - Veu
- Damian Genuardi - Baix
- Luke Garro - Bateria
- Neal St. Clair - Guitarra
- Anthony Pappalardo - Guitarra
- Jeff Neuman - Guitarra (Sols a Nothing to Hide)

## Discografia
- Demo (Big Wheel Recreation, 1997)[3]
- The Difference Between (Revelation Records, 1998)[4]
- Nothing to Hide (Revelation Records, 2000)[5]